# Aaron Turner
Aaron Turner (nacido el 5 de noviembre de 1977) es un músico estadounidense. Se desempeña como cantante, guitarrista y artista gráfico, así como fundador del sello discográfico Hydra Head Records. Es mayormente conocido por su rol como vocalista y guitarrista de las bandas de post-metal Isis y SUMAC, así como de muchas otras bandas y proyectos musicales como Old Man Gloom, Lotus Eaters y Split Cranium, la cual es una colaboración con Jussi Lehtisalo de la banda finesa Circle, quienes tocaron junto a Isis en 2009.
Tras criarse en Nuevo México, Turner cambió su residencia al área de Boston donde asistió a la escuela y posteriormente fundaría la banda Isis y  el sello Hydra Head. En junio de 2003, Turner cambió la base de operaciones de la banda y el sello a Los Ángeles, California. Turner actualmente reside en Vashon, WA donde también comenzó a operar el sello Hydra Head con sus respectivas actividades.
En colaboración con su esposa Faith Coloccia, Turner fundó en marzo de 2011 otro sello discográfico llamado SIGE, el cual han utilizado para distribuir el material de Mamiffer, la banda donde ambos colaboran también.

## Historia
Turner nació en Springfield, Massachusetts el 5 de noviembre de 1977. A una edad temprana, su familia se mudó a Nuevo México, donde el creció. Su madre era maestra, la cual enseñaba siguiendo un "cirriculum progresista" y su padre era un escritor "principalmente, de no-ficción". Turner describe su educación y crecimiento rodeado de su padre escritor, su madre maestra y sus amigos fotógrafos como "nutrida en creatividad". A la edad de 17, comenzpo una compañía que se dedicaba a vender álbumes raros de punk rock por correo. Posteriormente se mudó a Boston para asistir a la Escuela del Museo de Bellas Artes, y en 1995 comenzó a grabar y lanar música. En el año 1997, el sello Hydra Head se convirtió e una pequeña pero respetada compañía. Turner describe sus primeros pasos en la industria como motivadores a la vez que aburridos:
Crecí en Nuevo México, donde no había ni se hablaba nada respecto a la cultura juvenil y actual. Especialmente cuando comencé a interesarme en el straight edge y dejé de consumir drogas, realmente no había nada ahí para mi. Así que esa fue un gran motivo para mi, supongo, para volverme más productivo. Realmente nunca he sido una persona muy sociable, así que no tenía mucha vida social que quitara mi tiempo. La música siempre ha sido una parte importante de mi vida. Siento que es una combinación de ambos factores lo que dio inicio a todo tan de prisa.
Alrededor de los años 1997 y 1999, Turner vivía con el que sería el futuro bajista y cofundador de Isis, Jeff Caxide; quien hasta ese momento, había sido integrante de las bandas Union Suit y Hollomen. Isis se formó en 1997 gracias a la insatisfacción producida por trabajar en esas bandas y por la respectiva inclinación musical que Turner y Caxide poseían.
A mediados de 2009, Turner cambió su residencia en Los Ángeles (donde tanto Isis como Hydra Head Records operaban) a Seattle con su entonces novia, Faith Coloccia; donde se casaron en septiembre del mismo año.

## Equipamiento

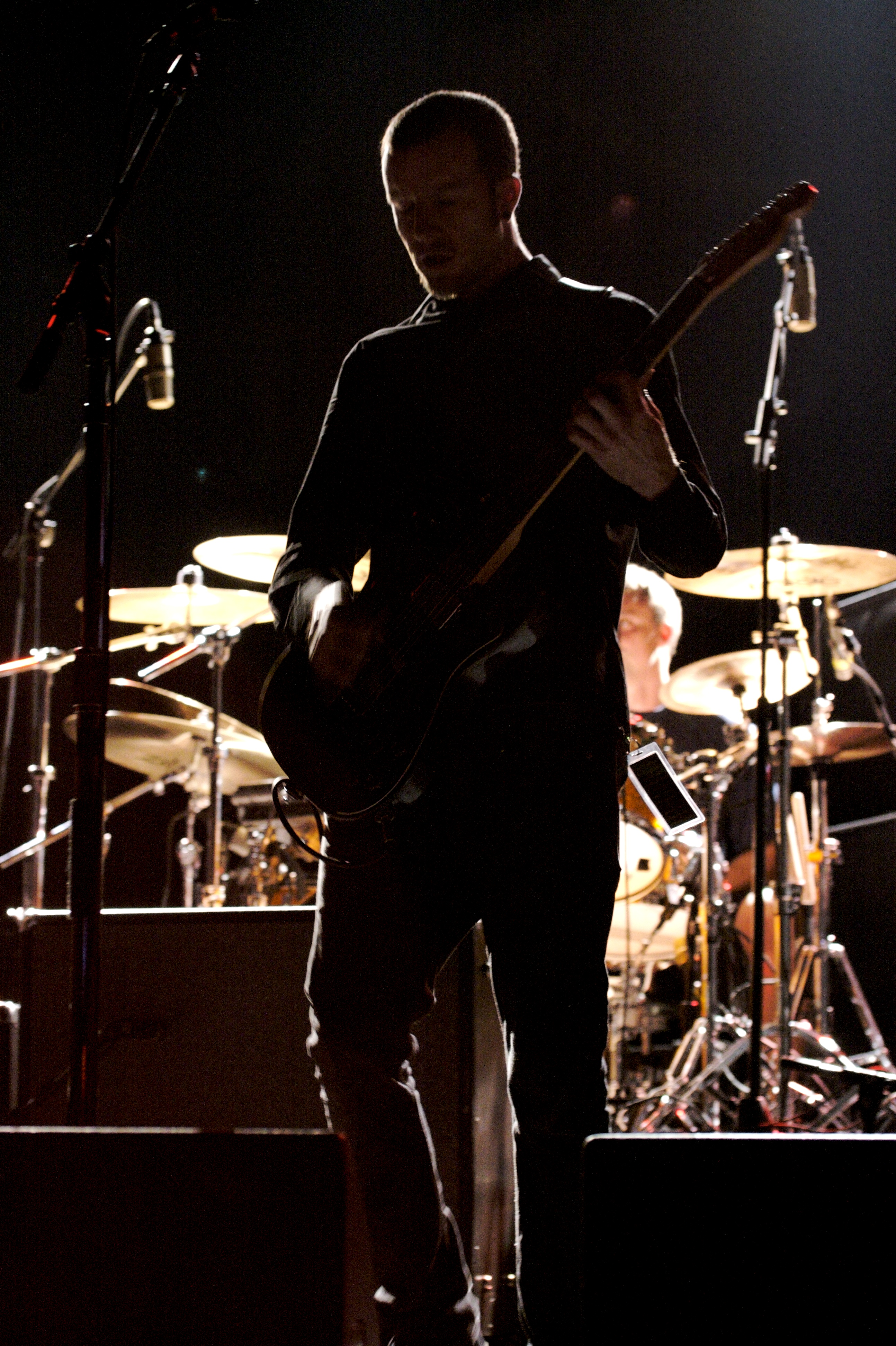
En vivo en Colchester, Reino Unido, 2004.

Mientras estaba de gira con Isis en el año 2007, Turner usó dos tipos de guitarras diferentes: una Fender Telecaster Custom negra modelo 1976 y una  Fender Telecaster Deluxe café modelo 1975, además de diferentes pedales (su tabla de pedales cambiaba en cada evento dependiendo de las canciones que la banda decidiera tocar), un cabezal VHT/Fryette Pitbull Ultra y dos apmplificadores 4x12 Sunn. Además adquirió una guitarra personalizada de la compañía Electrical Guitar Company (al igual que su compañero en Isis, el guitarrista Michael Gallagher).
Anteriormente, Turner utilizó una Gibson Les Paul Standard, PRS CE24, tocadas en amplificadores Sunn, Mesa Boogie y Mackie.
Al tocar con Isis, Turner y sus compañeros en los instrumentos de cuerdas usualmente afinaban sus instrumentos (de abajo hacia arriba) con al secuencia B-F#-B-E-G#-B, para lograr un sonido más pesado. También utilizaban otro tipo de afinaciones aunque con menos frecuencia, como la secuencia F# (octava menor)-F#-B-E-G#-B.
Para las grabaciones, Turner prefiere utilizar un amplificador Fryette Pitbull Ultra Lead, un modelo que utiliza en consistentemente desde su trabajo con Isis. En cuanto a pedales, utiliza un afinador cromático BOSS TU-3, un distorsionador Death By Audio Apocalypse, un distorsionador MASF, un reverb Strymon BlueSky (el cual describe como un pedal esencial para utilizar en vivo), un TC Electronics Ditto Looper X2, y un sampler EHX Forty-Five Thousand. Turner utiliza micrófonos Heil PR20.
Cuando toca con Sumac utiliza dos tipos distintos de afinación, siendo A-F#-B-D-F#-B y A#-F-A#-D-F#-A#.

## Influencias musicales
Turner cita a Pink Floyd, King Crimson, Godflesh, Neurosis y Led Zeppelin como influencias en el sonido de Isis. Sin embargo, añade que la electrónica, krautrock y el hip hop también dieron forma al enfoque rítmico que la banda uso en las partes de sampleo y en los pasajes ambientales de las canciones. También comentó que Melvins, Jimi Hendrix, Swans, Keiji Haino, Oxbow, Earth y Coil se encuentran dentro de sus artistas favoritos, sin dejar de lado a Megadeth, Metallica y Slayer como parte de influencias iniciales que causaron su interés en la guitarra, así como Black Sabbath.

## Discografía
| en Solitario - Interminable Conniption limited cassette (2019), The Tapeworm - Repression's Blossom (2019), Sige con House of Low Culture - Submarine Immersion Techniques Vol. 1 (2000), Activities - Gettin' Sentimental EP (2002), Robotic Empire - Edward's Lament (2003), Neurot Recordings - Live from the House of Low Temperature! EP (2004), Hydra Head Records - Chinatown Squalls EP (2007), En/Of - Housing Tracts Compilation (2010), Sige - Uncrossing / Ice Mole Split EP with Mamiffer (2010), Utech Records - Lou Lou... In Tokyo Split with Mamiffer and Merzbow (2011), Sige - Cloey / Spoiled Fruits of the Kingdom (Demo) Split EP with Mamiffer (2011), Sige - Perverted Scripture / Silent Night Split EP with Mamiffer (2011), Sige - Poisoned Soil (2011), Taiga Records/Sub Rosa - Mamiffer + HOLC Split EP with Mamiffer (2013), Sige - House of Low Culture / Caustic Touch / Daniel Menche / EMS Split Records (2017), Accident Prone Records con Isis - Mosquito Control (1998), Escape Artist Records - The Red Sea (1999), Second Nature Recordings - Sawblade (1999), Tortuga Recordings - Isis / Pig Destroyer (2000) (Split con Pig Destroyer), Relapse Records - Celestial (2000), Escape Artist Records - SGNL>05 (2001), Neurot Recordings - Oceanic (2002), Ipecac Recordings - Panopticon (2004), Ipecac Recordings - In the Fishtank 14 (2006) Split con Aereogramme, Konkurrent - In the Absence of Truth (2006), Ipecac Recordings - Wavering Radiant (2009), Ipecac Recordings - Melvins / Isis (2010) (Split con Melvins), Hydra Head Records con Mamiffer - Hirror Enniffer (2008), Hydra Head Records - Uncrossing / Ice Mole Split EP with House of Low Culture (2010), Utech Records - Iron Road II / Fake Witch Split 12" con Oakeater (2011), Sige - Lou Lou... In Tokyo Split with House of Low Culture and Merzbow (2011), Sige - Perverted Scripture / Silent Night Split EP con House of Low Culture (2011), Sige - Mare Decendrii (2011), Sige - Bless Them That Curse You colaboración con Locrian (2011), Sige - Mamiffer / Pyramids Split LP con Pyramids (2012), Hydra Head Records - Enharmonic Intervals (for Paschen organ) Collaboration LP with Circle (2013), Sige - Statu Nascendi (2014), Sige - Crater colaboración con Daniel Menche (2015), Sige - The World Unseen (2016), Sige - Recordings For Lilac III limited cassette (2017), The Tapeworm - The Brilliant Tabernacle (2019), Sige | con Old Man Gloom - Meditations in B (1999), Tortuga Recordings - Seminar II: The Holy Rites of Primitivism Regressionism (2001), Tortuga Recordings - Seminar III: Zozobra (2001), Tortuga Recordings - Christmas Eve I and II + 6 [EP] (2003), Tortuga Recordings - Christmas (2004), Tortuga Recordings - No (2012), Hydra Head Records - The Ape of God (2014), Profound Lore - Mickey Rookey Live at London (2016), Ektro Records - Seminar VIII: Light of Meaning (2020), Profound Lore con Sumac - The Deal (2015), Profound Lore - What One Becomes (2016), Thrill Jockey - Before You I Appear EP (2016), Thrill Jockey - WFMU Live cassette (2018), SIGE - American Dollar Bill – Keep Facing Sideways, You're Too Hideous to Look at Face On con Keiji Haino (2018), Thrill Jockey - Love in Shadow (2018, Thrill Jockey) - Even for Just the Briefest Moment Keep Charging This "Expiation" Plug in to Making It Slightly Better con Keiji Haino (2019, Trost) con Greymachine - "Vultures Descend" (2009), Hydra Head Records - Disconnected (2009), Hydra Head Records con Jodis - Secret House (2009), Hydra Head Records - Black Curtain (2012), Hydra Head Records con Lotus Eaters - Alienist on a Pale Horse [EP] (2001), Double H Noise Industries - Mind Control for Infants (2002), Neurot Recordings - Lotus Eaters [EP] (2002), Drone Records - Wurmwulv (2007), Troubleman Unlimited Records con Split Cranium - Sceptres To Rust 7" (2012), Independiente - Split Cranium (2012), Hydra Head - I'm the Devil and I'm OK (2018), Ipecac Recordings con Unionsuit - Demo tape (1996), Hydra Head Records - Accidents Happened [EP] (1997), Second Nature Recordings Otros - Daniel Menche - NOX (2017), Sige - Drawing Voices - Drawing Voices (2007), Hydra Head Records - Hollomen - "Brand New Genius" [sencillo] (1997), Hydra Head Records - Tashi Dorji - Turn!Turn!Turn (2019), Sige - Thalassa - Bonds of Prosperity (2017), Sige - Twilight - Monument to Time End (2010), Southern Lord Records |

como Invitado
- 27 – Let the Light in (2004), Hydra Head Records
  - Voces en la canción "April".[18]
- Boris – Heavy Rocks (2011), Sargent House
  - Voces en la canción "Aileron".[19]
- Chelsea Wolfe – Hiss Spun (2017), Sargent House
  - Voz en la canción "Vex"[20]
- Converge – Converge / Napalm Death, Independiente
  - Voz en la canción "Wolverine Blues" (tema original de Entombed).[21]
- Dekathlon – The Thin Road 7″ (2019), Ektro Records
  - Voz y guitarra[22]
- Full of Hel – Trumpeting Ecstasy (2017), Profound Lore Records
  - Voz en la canción "Crawling Back To God"[23]
- Lustmord – O T H E R (2008), Hydra Head Records
  - Guitarra en la canción "Element".[24]
- Pelican – What We All Come to Need (2009), Southern Lord Records
  - Gutarra en la canción que da título al álbum.[25]
- Puscifer – “V” Is for Viagra. The Remixes (2008), Puscifer Entertainment
  - Mix de la canción "Trekka (The Great Unwashed Mix)".[26]
- Samuel Kerridge – The I is Nothing (2018), Downwards Records
  - Invitado en "Propagates of Desire".[27]
- Ringfinger – Decimal (2007), Little Black Cloud Records
  - Voz y guitarra en la canción "Waving Good-Bye".
- Wolves in the Throne Room – Cánticos en "Subterranean Initiation" (2011)

## Trabajo artístico visual
El trabajo de Turner se inclina hacia la abstracción y el surrealismo, a menudo ilustrando paisajes y estructuras extrañas.  Su trabajo diseñando el arte de portadas, carteles de conciertos y otro tipo de obras gráficas en la escena musical es difiere de lo usualmente utilizado en la escena heavy metal y rock, esto gracias a la forma en como Turner ve los objetivos al crear sus diseños, lo cual ha discutido en su blog en respuesta a la crítica de la claridad en el texto en uno cartel para uno de sus conciertos:
Generalmente rechazo la idea de que los carteles, las portadas y las camisetas tengan que ser herramientas de marketing con diseños y tipografías forzudamente obvias y comunes, en lugar de orientar artísticamente estos medios para invocar el verdadero espíritu que la música intentan representar. Si las bandas que están siendo representadas no escriben canciones pop de 3 minutos con coros sin sentido que conducen al escucha a la sumisión, ¿por que las representaciones gráficas deberían lucir como tal cosa? Me gusta pensar que la audiencia que sigue a esas bandas no es el tipo de audiencia que necesite gráficas simples y comerciales con el solo propósito de mantener la atención en el "producto". Ese es precisamente el tipo de mentalidad de diseño corporativo que quiero evitar a toda costa con mi trabajo en lo que respecta al arte gráfico en la música. No intentamos vender nuestra música en aparadores de wal-mart, así que si esperan que la personalidad de nuestros gráficos esté en la misma línea de lo que te han enseñado en la escuela de diseño sobre las técnicas y tipos de ilustración corporativa de marcas "verdaderamente efectiva", quedarás decepcionado. Los caracteres simples tienen su tiempo y lugar, pero en este cartel que tiene como propósito captar la personalidad de nuestro sello, y por extensión, la de nuestro show, no hace tal cosa. El diseño con relación a la música puede ser arte, más allá de la idea de simplemente vender algo...
Turner ha diseñado las portadas de los discos de una gran variedad de artistas y bandas, muchas de las cuales mantienen contrato con Hydra Head Records o Tortuga Recordings. En esta lista se mencionan algunos de ellos.
| - 27 – Let the Light In - 5ive – 5ive, Telestic Disfracture - Aereogramme – Seclusion - Agoraphobic Nosebleed – PCP Torpedo, Frozen Corpse Stuffed with Dope - A Life Once Lost – The Fourth Plague: Flies - Beecher – Breaking the Fourth Wall - Bloodlet – Entheogen - Burst – Prey on Life - Cable – Northern Failures - Cave In – Antenna, Planets of Old, White Silence - Cavity – Laid Insignificant - Clouds – We Are Above You - Coalesce – There is Nothing New Under the Sun - Converge – Petitioning the Empty Sky, When Forever Comes Crashing - Craw – Bodies for Strontium 90 - The Dillinger Escape Plan – The Dillinger Escape Plan - Drowningman – Drowningman Still Loves You - The Dukes of Nothing – War & Wine - Oxbow – Fight - Hematovore – Untitled - The Hollomen – The Hollomen - The Hope conspiracy – demo - Isis – Mosquito Control, The Red Sea, Sawblade, Celestial, SGNL>05, Oceanic, Live.01, Panopticon, Live.02, Oceanic Remixes and Reinterpretations, Live.03, Live.04, Clearing the Eye, In the Absence of Truth, Shades of the Swarm, "Not in Rivers, but in Drops", Wavering Radiant, Isis / Melvins | - James Plotkin's Atomsmasher – Atomsmasher - Jesu – Silver, Lifeline, Conqueror, Jesu, Why Are We Not Perfect? - Jodis – Secret House - Johnny Truant – The Repercussions of a Badly Planned Suicide - KEN mode – Mongrel - Kid Kilowatt – Guitar Method - Knut – Terraformer, Wonder - Mare – Self-Titled EP - Milligram – Hello Motherfucker - Mistle Thrush – Drunk with You - Neurosis – Sovereign, Neurosis & Jarboe (remastered) - Old Man Gloom – Meditations in B, Seminar II: The Holy Rites of Primitivism Regressionism, NO - Panic – Dying For It - Pelican – Australasia, The Fire in Our Throats Will Beckon the Thaw, City of Echoes - Premonitions of War – Left in Kowloon - Rosetta – The Galilean Satellites - Torche – Meanderthal - Tusk – Get Ready - Xasthur – All Reflections Drained - Zozobra – Harmonic Tremors, Bird of Prey |